# Brzezie-Smólkowo
Brzezie-Smólkowo – wieś w Polsce, w województwie wielkopolskim, w powiecie kolskim, w gminie Babiak.
Do 31 grudnia 2023 miejscowość była częścią wsi Brzezie.